# Игодовское сельское поселение
Игодовское се́льское поселе́ние — упразднённое муниципальное образование в составе Островского района Костромской области России.
Административный центр — село Игодово.

## История
Игодовское сельское поселение образовано 30 декабря 2004 года в соответствии с Законом Костромской области № 237-ЗКО, установлены статус и границы муниципального образования.
Законом Костромской области от 16 июля 2018 года сельское поселение  было упразднено и влито в Островское сельское поселение с центром в деревне Гуляевка.

## Население
| 2008 | 2010 | 2012 | 2013 | 2014 | 2015 | 2016 | 2017 | 2018 |
| ---- | ---- | ---- | ---- | ---- | ---- | ---- | ---- | ---- |
| 788  | ↘620 | ↘575 | ↘543 | ↘424 | ↘415 | ↘387 | ↘364 | ↘340 |

## Состав сельского поселения
| № | Населённый пункт | Тип населённого пункта       | Население |
| - | ---------------- | ---------------------------- | --------- |
| 1 | Дубяны           | село                         | ↗151      |
| 2 | Ерыково          | деревня                      | ↘0        |
| 3 | Займище          | деревня                      | →0        |
| 4 | Игодово          | село, административный центр | ↗617      |
| 5 | Лебедево         | деревня                      | ↗18       |
| 6 | Леонково         | деревня                      | →0        |
| 7 | Макарово         | деревня                      | ↘0        |
| 8 | Новошино         | деревня                      | ↘9        |
| 9 | Рязаново         | село                         | →0        |